# Sepp Kuss
Sepp Kuss (* 13. září 1994) je americký profesionální silniční cyklista jezdící za UCI WorldTeam Visma–Lease a Bike. Kuss je talentovaný vrchař, jenž v kariéře dosáhl etapových vítězství na Tour de France a Vueltě a España.

## Kariéra

### Začátky
Kuss začal závodit na horských kolech v juniorské kategorii a během studií na University of Colorado vyhrál závod mužů na národním univerzitním šampionátu v této disciplíně v letech 2014 a 2015. Na dotaz, kam směřují jeho ambice v cyklistice, odpověděl, že se pokusí svou kariéru rozvinout co nejvíce po dokončení univerzitních studií.
V sezóně 2016 začal Kuss závodit za amatérský tým Gateway Harley Davidson / Trek. Své první vítězství toho roku získal na Redlands Bicycle Classic v etapě s vrcholovým finišem. Na Tour of the Gila získal čtvrté místo v etapě s cílem v Mogollonu. Později téhož roku Kuss přestoupil do týmu Rally Cycling, kde zůstal i v roce 2017.

### LottoNL–Jumbo (2018–)
V září 2017 bylo oznámeno, že Kuss podepsal dvouletý kontrakt s UCI WorldTeamem LottoNL–Jumbo od sezóny 2018.
Se svým novým týmem Kuss absolvoval Vueltu a España 2018 a Giro d'Italia 2019. Na Vueltu a España 2019 přijel Kuss jako domestik Primože Rogliče, ale v patnácté etapě získal šanci jet sám na sebe. Dostal se do denního úniku, ze kterého 7 km před cílem zaútočil a sólo si dojel pro svou první etapu na Grand Tours. Roglič závod dokončil jako celkový vítěz. Na Tour de France 2020 Kuss přijel znovu jako domestik pro Rogliče, jenž dojel na druhém místě. Sám Kuss si dojel pro patnácté místo v celkovém pořadí. Dosáhl tak nejvyššího umístění Američana v celkovém pořadí od roku 2015, kdy dojel jedenáctý Andrew Talansky. Kuss následně Rogličovi pomohl při obhajobě titulu na Vueltě a España 2020.
V červenci 2021 vyhrál Kuss patnáctou etapu Tour de France poté, co zaútočil 5 km pod vrcholem závěrečného stoupání dne, Col de Beixalis, ze skupiny čítající 32 závodníky. Svůj náskok na stíhajícího Alejandra Valverdeho si udržel i v následujících 15 km a stal se tak prvním americkým vítězem etapy na Tour de France od roku 2011, kdy vyhrál třetí etapu Tyler Farrar.
Na Vueltu a España 2021 přijel Kuss znovu jako domestik Primože Rogliče, jenž měl za cíl vyhrát třetí Vueltu v řadě. Kuss se první 2 dny stal lídrem vrchařské soutěže. V sedmnácté etapě s cílem na Lagos de Covadonga se ukázal jako jeden z nejsilnějších jezdců Vuelty. Zatímco Roglič si sólo dojel pro etapové vítězství, Kuss porazil všechny ostatní favority ve sprintu o druhé místo a s tím získal i 6 bonusových sekund, které tak sebral konkurentům Rogliče. Zatímco Roglič Vueltu vyhrál potřetí v řadě, Kuss dojel na osmém místě v celkovém pořadí, což bylo nejvyšší umístění Američana na Vueltě od roku 2016, kdy dojel pátý Talansky.

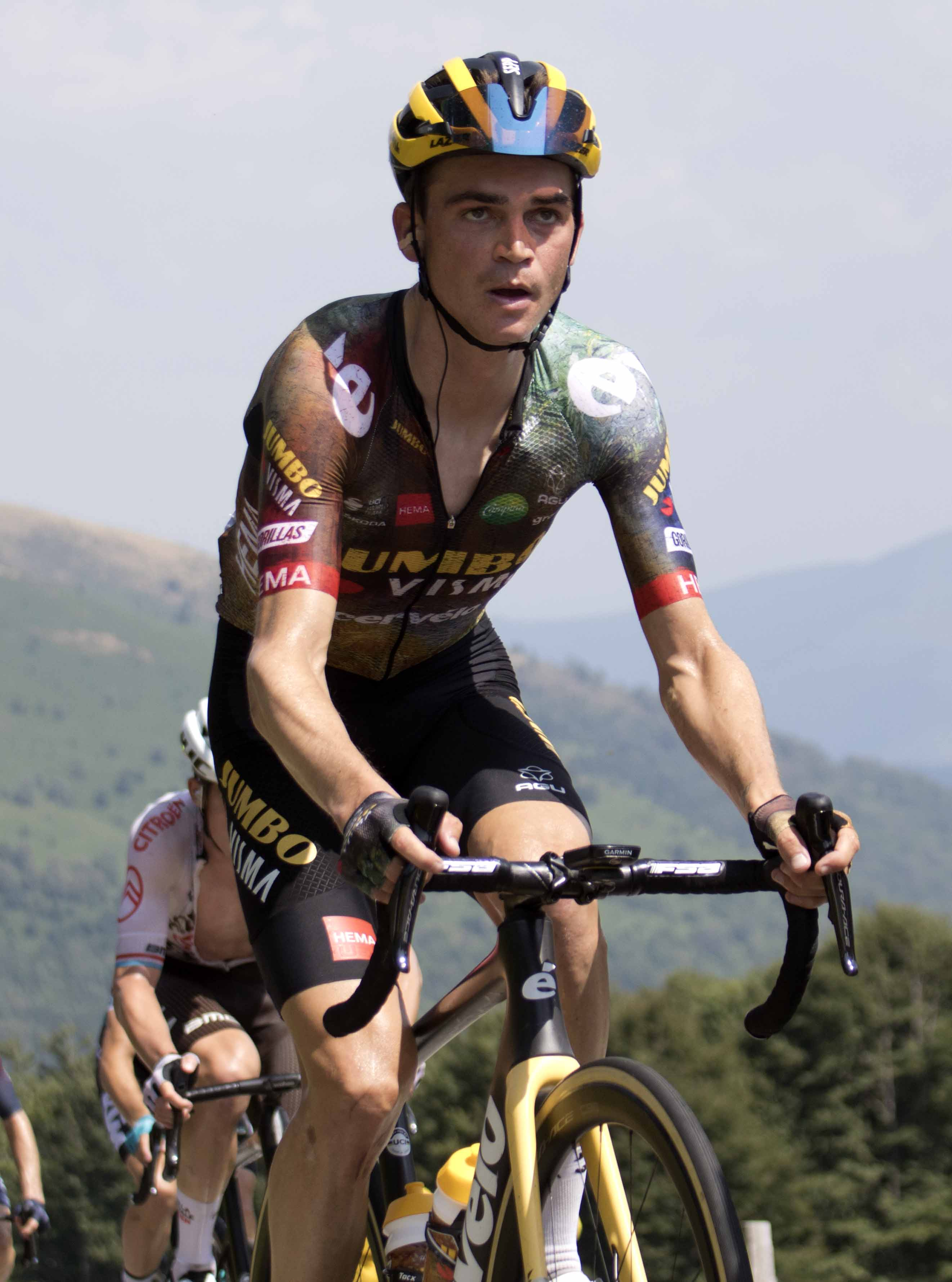
Kuss na Tour de France 2022

Před Tour de France 2022 poslal Team Jumbo–Visma své 2 lídry, Rogliče a Jonase Vingegaarda, na Critérium du Dauphiné, a tak Kuss dostal šanci jet Tour de Suisse jako lídr týmu na celkové pořadí. Po čtvrté etapě ztrácel Kuss pouze 10 vteřin na lídra celkového pořadí, ale před startem páté etapy musel ze závodu spolu se svým týmem odstoupit kvůli covidu-19.
V průběhu prvních 2 týdnů Tour de France 2022 pracoval Kuss jako domestik Rogliče, Vingegaarda a Wouta van Aerta. Ti bojovali o etapová vítězství a snažili se pokořit obhájce vítězství Tadeje Pogačara, což se jim dařilo. V patnácté etapě však odstoupil Roglič a po nehodě i domestik Steven Kruijswijk, a tak na Kusse připadlo větší množství práce pro Vingegaarda v posledních horských etapách. Vingegaardovi, jenž byl v ten moment ve žlutém dresu, pomohl k vítězství v závěrečné horské zkoušce s cílem na Hautacamu. Vingegaard se po této etapě oblékl i do puntíkovaného dresu. Oba tyto dresy udržel až do cíle a spolu se zeleným dresem van Aerta tak dokončil i za pomoci Kusse úspěšnou Tour.

## Hlavní výsledky

### Silniční cyklistika
2016
Redlands Bicycle Classic
vítěz 2. etapy
Tour de Beauce
6. místo celkově
vítěz 2. etapy
2017
Tour of Alberta
2. místo celkově
Colorado Classic
6. místo celkově
Tour of the Gila
8. místo celkově
Tour of Utah
9. místo celkově
2018
Tour of Utah
 celkový vítěz
 vítěz vrchařské soutěže
vítěz etap 2, 5 a 6
2019
Vuelta a España
vítěz 15. etapy
5. místo Japan Cup
2020
Tour de La Provence
8. místo celkově
Critérium du Dauphiné
10. místo celkově
vítěz 5. etapy
Vuelta a España
lídr  po 1. etapě
2021
Tour de France
vítěz 15. etapy
Vuelta a España
8. místo celkově
lídr  po etapách 1 a 2
2022
Vuelta a España
vítěz 1. etapy (TTT)
3. místo Faun-Ardèche Classic
2023
Vuelta a España
 celkový vítěz
vítěz 6. etapy
UAE Tour
5. místo celkově
2024
6. místo Clásica Jaén Paraíso Interior
Vuelta a Burgos
 celkový vítěz
vítěz 3. etapy
Kolem Baskicka
 vítěz vrchařské soutěže

#### Výsledky na Grand Tours
| Grand Tour      | 2018 | 2019 | 2020 | 2021 | 2022 | 2023 | 2024 |
| --------------- | ---- | ---- | ---- | ---- | ---- | ---- | ---- |
| Giro d'Italia   | —    | 56   | —    | —    | —    | 14   | —    |
| Tour de France  | —    | —    | 15   | 32   | 17   | 12   | —    |
| Vuelta a España | 65   | 29   | 16   | 8    | DNF  | 1    |      |

| —  | Nezúčastnil se |
| JS | Jede se        |

### Horská kola
2014
Národní univerzitní šampionát
 vítěz cross-country
 vítěz short tracku
2015
Národní univerzitní šampionát
 vítěz cross-country